# Антон Клімік
Антон Клімік (Антон Володимирович Климик, нар. 8 лютого 1993 у Чуднові, Житомирська область) — співак, автор пісень, модель, актор. Фіналіст музикального телепроєкту Фабрика зірок-4, переможець вокального телеконкурсу «Крок до зірок», фіналіст відбору дитячого конкурсу Євробачення у складі гурту «Fresh Time», лідер гурту «Супермени».

## Життєпис
Народився 8 лютого 1993 року у м. Чуднів  Житомирської області. З 6 років почав навчання у музичній школі у Житомирі на вокально-хоровому відділенні. У 8 років переїхав до Вінниці, де продовжив навчання у місцевій школі ДМШ № 2. У 10 років почав навчання академічному вокалу при студії ВУКіМ. У 12 років почав займатися у естрадно-джазовій студії «Експеримент» та у той самий період почав брати участь у вокальних конкурсах сольта та у складі квартету «Fresh Time»
- 2008 — вступив до ВУКІМ ім. М. Леонтовича на факультет вокального мистецтва
- 2009 — покинув гурт «Fresh Time» у зв'язку з переїздом до Києва
- 2010 — вступив до КМАЕЦМ ім. Л. Утьосова на музичний факультет за спеціальністю «Естрадний спів», який закінчив з відзнакою у 2013 році.[1]
- 2013 — став засновником та фронтменом гурту «Супермени»
- 2014 — вступив до КМАЕЦМ ім. Л. Утьосова на театральний факультет за спеціальністю «Режисер масових свят та театралізованих явищ»
- 2014 — паралельно з музичною діяльністю розпочав кар'єру моделі та актора
- Кінець 2014 — відбувся тур містами Китаю: Шаньтоу, Дунґуань, Маомін
- 2014 — грав та співав у театрі мюзиклу Comme Il Faut. Виконував головну роль в мюзиклі «Феєрія мюзиклу (Broadway Show)»
- 2015 — у складі театру мюзіклу Comme Il Faut працював у Південній Кореї
- 2018 — знявся у серіалі «Вірити і чекати» («З прийшлого з любов'ю»)[2]
- 2019 — почав співпрацювати з американським продюсером, членом академії Греммі Алексом Балбусом. Початком співпраці стала пісня «Парень простой».[3]

## Нагороди та досягнення
- 2007 — перша премія на дитячому благодійному фестивалі Чорноморські ігри (у складі вокального гурту «Fresh-time»).[4]
- 2007 — у складі гурту «Fresh-time» зайняв 3 місце національного відбору  дитячого пісенного конкурсу Євробачення
- 2008 — здобув першу премію у всеукраїнському телевізійному вокальному конкурсі «Крок до зірок»[5]
- 2008 — став півфіналістом національного відбору  дитячого пісенного конкурсу Євробачення
- 2011 — став фіналістом телепроєкту Фабрика зірок — 4 здобувши 6 місце у фіналі. Співав з такими зірками як Діма Білан, Анастасія Стоцька, Олександр Пономарьов, Гурт AVIÁTOR, гурт Freedom Jazz[6][7][8]
- 2012 — брав участь у телемарафоні української пісні «Пісня об'єднує нас!» — спільному проекті Київського національного університету культури і мистецтв, Першого національного телеканалу та телекомпанії «Ера», який увійшов до Книги рекордів Гіннеса[9]
- 2013 — учасник національного відбору на міжнародний конкурс молодих виконавців «Нова хвиля»[10]
- 2014 — кліп гурту «Супермени» став переможцем у проекті «Розкрутка» на Russian Music Box[11]

## Музичні твори
| Назва пісні                  | Рік виходу | Автори                      |
| ---------------------------- | ---------- | --------------------------- |
| Призрак любви                | 2011       | сл.муз. Р. Квінта           |
| Ближе                        | 2011       | муз. Є.Скрипкін сл.Д.Мігдал |
| Я все потерял                | 2012       | сл.муз А.Марусіч            |
| Радуйся,детка (гр.Супермени) | 2013       | сл.муз. А. Климик,Ю. Шустов |
| Фанаты звука (гр. Супермени) | 2013       | сл.муз. А. Климик,Ю. Шустов |
| Токио (гр.Супермени)         | 2013       | сл.муз. А.Климик. Ю.Шустов  |
| Солнце (гр. Супермени)       | 2014       | сл.муз. А.Климик Ю.Шустов   |
| Wonderful                    | 2015       | сл.муз. А.Климик            |
| Why                          | 2018       | сл.муз. А.Климик            |
| Солнце                       | 2018       | сл.муз А.Климик             |
| Парень простой               | 2019       | сл.муз А.Климик             |